# 위켓
위켓(wicket)은 크리켓에서 사용되는 용어로 다음과 같은 뜻을 가진다.

## 위켓의 의미

위켓은 세 개의 스텀프로 이루어져 있다. 스텀프는 땅에 수직으로 박혀 있으며, 그 상단에는 두 개의 베일을 대어 놓는다.

### 스텀프 세트
위켓은 크리켓 피치 양쪽에 세워놓는 세 개의 스텀프와 두 개의 베일로 이루어진 구조물을 가리키는 말로 가장 흔히 쓰인다. 배트맨은 볼러가 공을 던져 맞추지 못하도록 위켓 앞을 막아 선 상태에서 공을 쳐내게 된다.
위켓이라는 용어의 기원은 ‘작은 문’이라는 의미의 영어 단어인 위켓을 크리켓에서 차용한 것이다. 크리켓 역사 초기에는, 크리켓의 위켓은 두 개의 스텀프와 하나의 베일로만 이루어져 있어 형태상 문에 좀 더 가까웠다. 이후 1775년에 하나의 스텀프를 위켓 중앙에 추가로 설치하기 시작한 것이 오늘날에 이르고 있다.
위켓의 크기와 형태는 지난 300년간 수 차례 바뀌어 왔으며, 오늘날 그 규격과 위치는 크리켓 규정 8항에 정의되어 있는 것을 따른다.
- 제8항: 위켓. 위켓은 28인치(71cm) 높이의 세 개의 나무 스텀프로 이루어진다. 스텀프들은 배팅 크리스와 나란하게 세 스텀프가 모두 동일한 간격이 되도록 설치한다. 세 개의 스텀프가 이루는 전체 너비는 9인치(23cm)가 되어야 한다. 두 개의 나무 베일이 스텀프들 위에 덧대어진다. 베일은 스텀프 위로 0.5인치(1.3) 이상 튀어나와서는 안되며, 남자 크리켓에서 그 길이는 반드시 45/16인치(10.95cm)가 되어야 한다. 베일의 몸통과 꼭지 부분의 길이도 따로 정해져 있다. 베일의 상태가 좋지 않을 경우 심판이 이를 교체할 수 있다.(예: 바람 등에 의해 베일이 떨어지는 경우) 위킷과 관련된 세부사항은 부록A에 나와있다.

### 타자의 아웃
위켓은 배트맨이 아웃되는 상황을 가리키는 말로도 사용된다. 크리켓에서 배트맨이 아웃될 경우, 이를 배트맨이 ‘위켓을 잃었다’(lost his wicket)라고 표현한다. 만일 타자가 볼러에 의해 아웃 당했을 경우에는, 볼러가 ‘위켓을 빼앗았다’(taken his wicket)라고 표현한다. 볼러가 빼앗은 위켓의 숫자는 볼러의 능력을 가늠하는 중요한 기준의 하나이다.
배트맨을 볼링, 런아웃, 스텀핑 또는 힛위켓에 의해 아웃되게 하려면 그 배트맨의 위켓을 쓰러뜨려야 한다. 이것의 정확한 정의는 크리켓 규정 28항에 명시되어 있다. 베일이 스텀프의 상단에서 완전히 떨어져 나가거나 스텀프가 공에 의해 완전히 땅 위에 쓰러지는 것이 이 경우에 해당한다. 위켓을 쓰러뜨릴 수 있는 경우는 배트맨의 배트나 파트너(혹은 파트너에게서 떨어진 옷이나 장비 일부분)에 의해 위켓이 충격을 받았을 때, 또는 수비수가 공을 쥔 채로 손이나 팔을 이용해 위켓을 쳤을 때이다. 같은 방식으로 수비수가 스텀프를 땅에서 뽑을 수도 있다.
한 개의 베일이 떨어졌을 경우, 나머지 한 개의 베일을 쳐서 떨어뜨리거나 또는 세 개의 스텀프 중 하나를 치거나 뽑는 것만으로 위켓을 쓰러뜨린 것으로 인정받을 수 있다. 또한 상황에 따라 배트맨을 런아웃 시키기 위해 수비수는 위켓을 다시 원상태로 복구할 수도 있다.
두 개의 베일이 모두 떨어진 경우에는 수비수는 공을 손에 든 상태에서 손이나 팔을 이용해 스텀프 하나를 반드시 쓰러뜨려야만 한다.
바람의 영향 등으로 인해 베일이 떨어진 상태로 경기가 진행된 경우, 위켓이 쓰러졌는지 여부는 심판의 재량에 따라 판단하게 된다.

### 파트너십
두 명의 배트맨이 함께 타석에 서는 순서를 파트너십이라 부른다. 한 이닝에 나오게 되는 여러 파트너십들을 구분하기 위해 다음과 같이 '몇 번째 위켓'이라는 영어식 표현을 사용한다.
- 퍼스트 위켓(first wicket)은 이닝의 시작부터 첫 배트맨이 아웃될 때까지이다.
- 세컨드 위켓(second wicket)은 첫 배트맨이 아웃된 이후부터 두 번째 배트맨이 아웃될 때까지이다.
- 텐스 위켓(tenth wicket) 혹은 라스트 위켓(last wicket)은 아홉 번째 배트맨이 아웃된 이후부터 열 번째 배트맨이 아웃될 때까지이다.

### 위켓의 숫자에 따른 승리
특정 숫자의 위켓까지 이르면 그 팀은 최종적으로 경기에서 승리하게 된다. 이것은 마지막에 공격하던 팀이 목표한 숫자의 배트맨에 이를 때까지 아웃 당하지 않는 것을 말한다. 한 팀의 이닝은 열 명의 배트맨이 아웃 당하면 종료된다. 따라서, 한쪽 팀이 3명의 배트맨만 아웃된 상태에서 경기를 이기는 데에 필요한 점수를 모두 획득하는 경우, 이를 ‘7개의 위켓으로 이겼다’(won by seven wickets)라고 표현한다.

### 크리켓 피치
위켓은 때때로 크리켓 피치 그 자체를 가리키는 말로도 사용된다. 크리켓 규정에 따르면 위켓을 이러한 의미로 사용하는 것은 잘못된 표현이지만, 크리켓 동호인들 사이에서는 보편적으로 사용되는 의미이다. 이러한 의미는 방목 중인 양떼로부터 경기 공간을 분리하기 위한 설비가 아주 간단한 울타리 정도밖에 없어 외야가 협소했던 시기에 유래된 것으로 보인다.
스티키 위켓(sticky wicket)이라는 용어는 크리켓 피치가 비나 습기 등으로 축축해진 상황을 일컫는다. 이런 경우 공의 움직임이 매우 불규칙해져서 수비를 하기가 더 어려워진다. 이 용어는 “축축한 위켓에서 배팅하다”(to bat on a sticky wicket)라는 표현에서 유래된 것으로 여겨진다. 1950년대까지는 이러한 상태의 피치에서 경기를 진행하는 것이 흔한 일이었다.

### 다른 스포츠에서의 용례
미국 영어에서는 크로케와 로크 경기에서 사용되는 아치형 구조물도 때때로 위켓이라고 부른다. 이 구조물은 옛 트루코 경기에서 유래되었으며, 공식 용어로는 ‘후프’(hoop), ‘아치’(arch), 또는 ‘포트’(port)라고 불렸다.

## 같이 보기
- 크리켓 용어